# Edward Rühle
Edward Rühle (ur. 2 września 1905 w Warszawie, zm. 24 sierpnia 1988 tamże) – polski geolog, specjalista geologii czwartorzędu i kartografii geologicznej.

## Młodość
Urodził się w rodzinie Wilhelma, rymarza, starszego cechu, i Joanny Pauliny z Geyerów. W dzieciństwie ciężko przeżył wybuch I wojny światowej i lata tułaczki na zesłaniu z rodziną w głębi Rosji na Uralu. Zamiłowanie do nauk przyrodniczych wykazywał od dzieciństwa. Wspominał, jak pod wpływem podręczników Macierzy Szkolnej przesłanych z Moskwy z zakresu terenoznawstwa podejmował próby kreślenia planów i map na dalekim Uralu. Pamiątkowy odręczny plan okolicy zesłania odebrano chłopcu przed powrotem do kraju.
W 1925 został wicemistrzem Polski w maratonie z czasem 3:51:13.
Po powrocie z zesłania do Warszawy uczył się w Gimnazjum im. M. Reja, w którym uzyskał w 1926 świadectwo dojrzałości. W tym samym roku rozpoczął studia na Wydziale Matematyczno-Przyrodniczym Uniwersytetu Warszawskiego. Jako kierunek specjalizacji wybrał geomorfologię i geologię czwartorzędu. Jego sylwetka jako studenta i naukowca ukształtowała się pod wpływem profesorów Uniwersytetu Warszawskiego: Stanisława Lencewicza i Jana Lewińskiego.
Pracowitość Edwarda Rühlego zwróciły uwagę prof. Lencewicza, który już na początku studiów włączył go w skład swojej ekipy, prowadzącej w 1927 badania na Polesiu. Prace te – badania i zdjęcia geologiczne zachodniej części Polesia – prowadzono dla Biura Melioracji Polesia do 1931. Jeszcze przed ukończeniem studiów opublikował w 1930 swoją pierwszą rozprawę Użycie ziemi i rozmieszczenie ludności na zachodnim Polesiu. W 1931 ukończył studia, uzyskując dyplom magistra filozofii na podstawie pracy Morfologia i geologia wzgórz w dorzeczu górnej Prypeci, opublikowanej w 1933.

## Okres międzywojenny
Kiedy trudności gospodarcze w latach 1930. ograniczyły prace Biura Melioracji Polesia, E. Rühle został zatrudniony w Głównym Urzędzie Statystycznym jako referent kartograficzny (1932–1936). W 1932 ukazało się jego studium geologiczno-geomorfologiczne okolic jeziora Hańcza, zawierające m.in. batymetrię i opis osadów dennych jeziora.
Dalsze sporadyczne badania na Polesiu prowadził we współpracy z Wołyńskim Towarzystwem Przyjaciół Nauk, a w 1937 także z Państwowym Instytutem Geologicznym. Wyniki tych badań podsumował w opublikowanej w 1937 rozprawie Utwory lodowcowe w zachodniej części Polesia Wołyńskiego, na podstawie której uzyskał w 1939 stopień doktora na Uniwersytecie Jagiellońskim (promotorem był Eugeniusz Romer). W latach 1937–1938 pełnił funkcję redaktora Rocznika Ziem Wschodnich.
W połowie 1938 E. Rühle został zatrudniony w Państwowym Instytucie Geologicznym, wchodząc w skład badawczej Grupy Wołynia, Podola i Polesia, kierowanej przez Zbigniewa Sujkowskiego. Wykonywał zdjęcie geologiczne dla arkusza Kołki, mapy geologicznej 1 :100 000. Prace te przerwał wybuch wojny we wrześniu 1939. W 1939 roku ukazała się jeszcze jego publikacja Morfologia glacjalna dorzecza Czereku Bałkarskiego w Środkowym Kaukazie, do której materiały zebrał w Polsce oraz w Moskwie.

## Okupacja niemiecka 1939–1945
W czasie okupacji wrócił do Warszawy. W latach 1939–1944 pracował jako geolog w Aussenstelle des Reichsamtes für Bodenforschung (Oddział terenowy Urzędu Rzeszy do Badań Ziemi -dawny Państwowy Instytut Geologiczny). Zajmował się badaniami czwartorzędu opracowując próbki z licznie wykonywanych wtedy wierceń.
Działał też w podziemiu. Już w pierwszych dniach 1940, na rozkaz ppłk. Stanisława Thuna – „Nawrota” („Leszcza”), członka Komendy Głównej ZWZ, przystąpił do zbierania map topograficznych. Przy końcu 1940, z inicjatywy E. Rühlego (ps. Gozdawa) i pod Jego kierunkiem zorganizowano przy Biurze Finansów i Kontroli Komendy Głównej Związku Walki Zbrojnej komórkę prowadzącą sprawy kartograficzne. W latach 1940–1941 zapotrzebowanie podziemia na mapy topograficzne szybko rosło, dochodząc w 1942 do 20 000 arkuszy rocznie.
W 1942 otrzymał za pośrednictwem cichociemnych 5 000 arkuszy map w skali 1:100 000 drukowanych w Anglii, oraz kilkaset map w skali 1:300 000 z naniesionymi szlakami kurierskimi przez Pireneje.
Zapotrzebowaniu oddziałów ZWZ–AK na mapy można było sprostać korzystając z tajnych magazynów przechowujących mapy uratowane z przedwojennej księgarni wojskowej oraz kupione lub wykradzione ze składnic niemieckich. Część ich E. Rühle magazynował w księgarni Gebethnera i Wolfa na ul. Krochmalnej, część w swoim mieszkaniu, część u szwagierki, Heleny Radliczowej, część w PIG. Wiosną 1943, w wyniku reorganizacji armii podziemnej, powstało Szefostwo służby geograficznej Armii Krajowej, ps. Schronisko. Szefem został ppłk. Mieczysław Szumański, ps. Bury, a jego pierwszym zastępcą E. Rühle, który zmienił wtedy swój pseudonim na Zawrat. Na rozwój prac kartograficznych Schroniska miały też wpływ przygotowania do akcji Burza. W kwietniu 1943 E. Rühle otrzymał rozkaz wydobycia z rąk niemieckich, tj. z magazynów Kriegskarten und Vermessungamt, matryc umożliwiających druk dobrze czytelnych map kolorowych. Dzięki jego działaniom służba geograficzna AK zdobyła 5000 matryc map pokrywających obszar od Berlina do Berezyny i Dniepru, a na południu do środkowego Dunaju.
E. Rühle brał też udział w wywiadzie topograficznym konspiracyjnej służby geograficznej. Zaczął go prowadzić już latem 1940, kiedy to został delegowany przez komisarycznego kierownika PIG w okolice Puław, Dęblina i Radomia w celu wykonania zdjęcia geologicznego. Na obszarze tym Niemcy prowadzili różne prace fortyfikacyjne. Dzięki wrysowaniu tych obiektów powstała dokładna mapa fortyfikacji przyczółka Puławy-Dęblin, którą natychmiast przekazano dowództwu AK. W 1943, w związku z planami akcji Burza, wykonywano zdjęcia przejść mostowych. E. Rühle osobiście wykonał około 100 różnych szkiców i planów obiektów wojskowych. Uczestniczył też w powstaniu warszawskim na terenie Śródmieścia i Starego Miasta. 1 września dostał się do niewoli niemieckiej jako osoba cywilna i został skierowany do obozu w Pruszkowie, z którego po krótkim pobycie dotarł do Krakowa. Na przełomie 1944–1945, na zlecenie Delegata Rządu w Londynie opracował na konferencję pokojową opinię Znaczenie Ziem Wschodnich dla gospodarki Polski.

## Okres powojenny
Po wyzwoleniu Krakowa w styczniu 1945 zgłosił się do dyrektora Państwowego Instytutu Geologicznego, prof. Karola Bohdanowicza, meldując powrót z urlopu aż do odwołania, którego mu, jak wszystkim pracownikom, udzielił dyrektor w dniu 13 listopada 1939. Zainicjował zbadanie stanu gmachów PIG w Warszawie i gdy okazało się, że są wraz z księgozbiorem, archiwami i kolekcjami wypalone i zniszczone, spowodował pozostawienie w Warszawie małej grupy osób porządkujących ocalałe resztki i starających się o odbudowę gmachów.
W marcu 1945 reaktywowano Państwowy Instytut Geologiczny z siedzibą w Krakowie do czasu odbudowy gmachów warszawskich. Edward Rühle został pełnomocnikiem dyrektora Bohdanowicza ds. odbudowy, później jego zastępcą. Dzięki poparciu Ministerstwa Przemysłu, zwłaszcza ministra Hilarego Minca, latem 1945 przystąpiono do odbudowy instytutu. W listopadzie 1946 do prawie odbudowanego głównego gmachu przeniosła się z Krakowa dyrekcja z liczną grupą pracowników. Otrzymał wówczas nominację na stanowisko wicedyrektora Instytutu, którą to funkcję pełnił do połowy 1949 oraz w roku 1953. Uwieńczeniem wysiłków E. Rühle było otwarcie w instytucie w 1947 Wystawy Ziem Odzyskanych. W powojennym PIG E. Rühle stworzył od podstaw bibliotekę, archiwum opracowań rękopiśmiennych, archiwum wierceń, muzeum, redakcję wydawnictw, pracownię kreślarską i rysownię, a następnie Wydawnictwa Geologiczne.
Jeszcze w Krakowie przedstawił dyrektorowi Bohdanowiczowi projekt Przeglądowej mapy geologicznej Polski w skali 1:300 000, pokrywającej w 28 arkuszach obszar całego państwa. Został głównym koordynatorem i redaktorem całości. Mapę tę opracowano i opublikowano w latach 1946–1955. W ślad za tą mapą zaczęły ukazywać się mapy tematyczne w tej samej skali: geofizyczne, surowców skalnych, geologiczno-inżynierskie i hydrogeologiczne. W latach 1946–1949 E. Rühle uruchomił wydawanie Materiałów Archiwum Wierceń i wznowił publikowanie przedwojennych wydawnictw seryjnych: Biuletynu Państwowego Instytutu Geologicznego oraz Prace Państwowego Instytutu Geologicznego.
W latach 1957–1969 był członkiem zespołu redakcyjnego Kwartalnika Geologicznego, założonego podczas Jego kadencji periodyku PIG. W okresie marzec 1975 – luty 1988 był redaktorem naczelnym Przeglądu Geologicznego, a w okresie 1978–1985 – przewodniczącym Komitetu Redakcyjnego Wydawnictw Komitetu Badań Morza PAN. Sam też publikował wiele tekstów i map geologicznych. Jego dorobek geologiczno-kartograficzny obejmuje 20 map opracowanych indywidualnie, 86 we współautorstwie i 60 przygotowanych redaktorsko. Był ponadto autorem ponad 270 artykułów (w tym 23 we współautorstwie), dotyczących głównie geologii czwartorzędu.
Od 1954 był profesorem nadzwyczajnym, a od 1964 – zwyczajnym. Był promotorem sześciu doktorów: Józefa E. Mojskiego, Sylwestra Skompskiego, Andrzeja Bera, Feliksa Pieczki, Władysława Słowańskiego i Genowefy Kotlickiej – wszyscy byli pracownikami instytutu.
W okresie 1945–1966 E. Rühle zajmował odpowiedzialne stanowiska kierownicze w Państwowym Instytucie Geologicznym: pełnomocnik dyrektora, wicedyrektor ds. naukowych (od lutego 1953), dyrektor naczelny (od 1 lipca 1955 do 17 czerwca 1966). Z funkcji tej odszedł na własną prośbę, obejmując stanowisko samodzielnego pracownika naukowego. W końcu 1979 przeszedł na emeryturę. W latach 1981–1988 przewodniczył Radzie Naukowej Państwowego Instytutu Geologicznego.
Uczestniczył w różnych gremiach opiniodawczych, takich jak Kolegium i Rada Naukowo-Techniczna Centralnego Urzędu Geologii, Komitet Nagród Państwowych, Rada Nauki i Techniki Komitetu Nauki i Techniki, Komisja Geologiczna RWPG, komitety naukowe PAN, Prezydium Polskiego Towarzystwa Geologicznego, Komitet Redakcyjny Atlasu Świata i wiele innych. Sprawował również funkcję wiceprzewodniczącego Międzynarodowej Unii Nauk Geologicznych (1968–1970) oraz wiceprzewodniczącego Komitetu Nauk Geologicznych PAN (1969–1979). Był wiceprzewodniczącym Komitetu Organizacyjnego Kongresu INQUA (1957–1961), przedstawicielem Polski w komisjach trzech międzynarodowych kongresów geologicznych (1960–1971) i delegatem w Komitecie Organizacyjnym XXIII Sesji Międzynarodowego Kongresu Geologicznego w Pradze. Był członkiem honorowym Polskiego Towarzystwa Geologicznego i geologicznych towarzystw naukowych ZSRR, Czechosłowacji i Węgier.
Lista jego publikacji naukowych obejmuje około 300 pozycji.
Jego żoną była Halina Radlicz. Został pochowany na cmentarzu ewangelicko-augsburskim w Warszawie, przy ul. Młynarskiej (aleja 58, grób 35).

## Ordery i odznaczenia
- Order Sztandaru Pracy I klasy (1964)
- Krzyż Komandorski z Gwiazdą Orderu Odrodzenia Polski (1977)
- Krzyż Komandorski Orderu Odrodzenia Polski (1960)
- Złoty Krzyż Zasługi (22 lipca 1947)[9]
- Srebrny Krzyż Zasługi z Mieczami (1943)
- Warszawski Krzyż Powstańczy (1983)[10]
- Medal 30-lecia Polski Ludowej (1974)
- Medal 40-lecia Polski Ludowej (1984)
- Medal 10-lecia Polski Ludowej (23 maja 1955)[11]
- Srebrny Medal „Za zasługi dla obronności kraju” (1981)
- Złota odznaka honorowa „Za Zasługi dla Warszawy” (1977)
- Złota odznaka „Za zasługi w dziedzinie geodezji i kartografii” (1983)
- Złota odznaka honorowa „Zasłużony dla polskiej geologii” (1970)
- Odznaka honorowa „Zasłużonym Ziemi Gdańskiej” (1982)[10]
- Odznaka „Zasłużony Geolog Mongolskiej Republiki Ludowej” (Mongolia, 1966)

## Nagrody
- Specjalna nagroda Ministra Wyznań Religijnych i Oświecenia Publicznego za opracowanie sześciu map z terenu zachodniego Polesia (1929)
- Nagroda Państwowa II stopnia za działalność w dziedzinie kartografii geologicznej (1955)[12]